# Primaciální náměstí
Primaciální náměstí (slovensky Primaciálne námestie) v Bratislavě je jedním z nejznámějších bratislavských náměstí.
Nachází se zhruba mezi Náměstím SNP a Hlavním náměstím.

## Významné budovy
Náměstí je ohraničené třemi významnými budovami, a to Starou radnicí, Primaciálním palácem (sídlem primátora hlavního města Bratislavy) a budovou Magistrátem města Bratislavy (Novou radnicí).

## Galerie

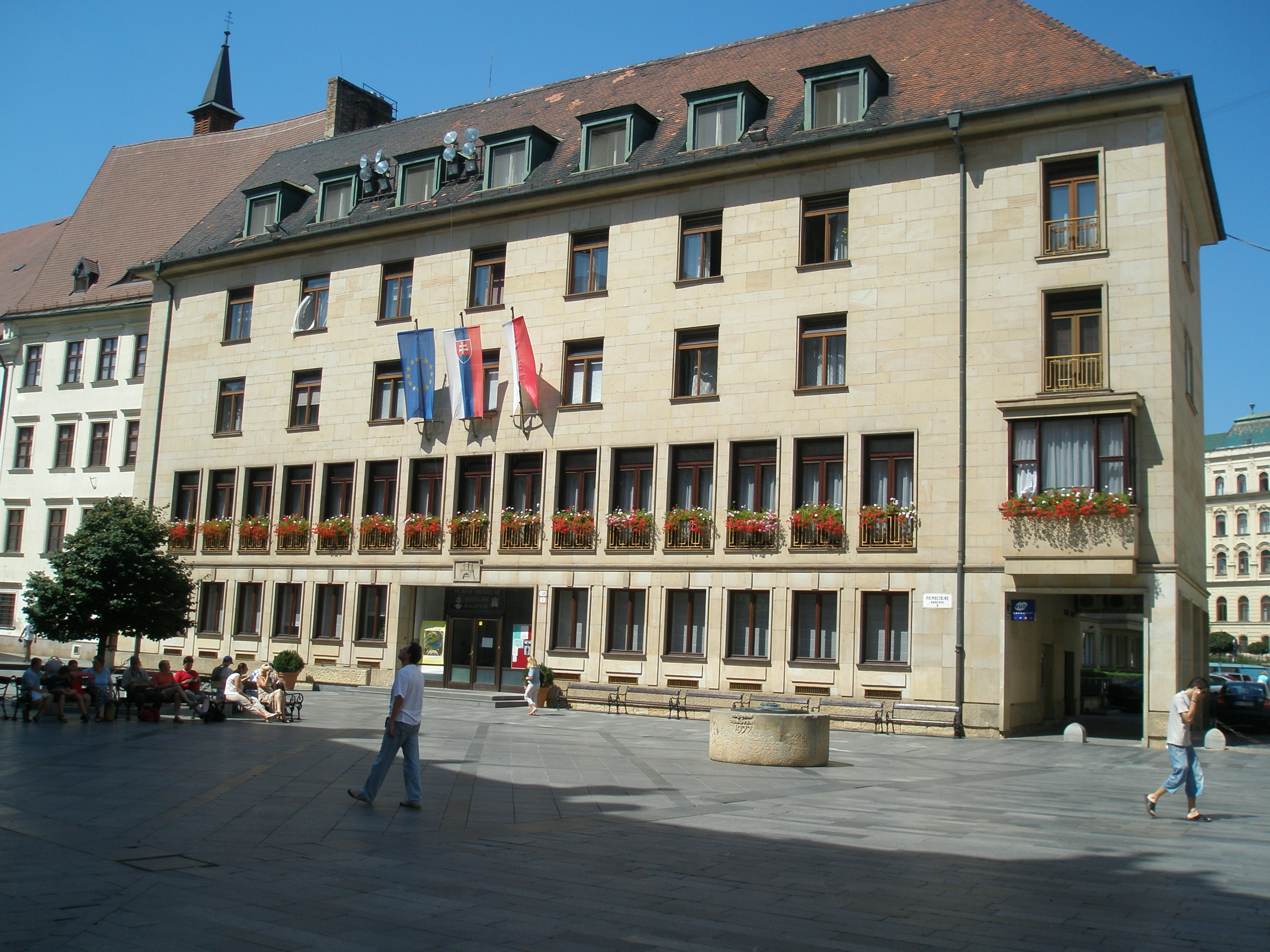
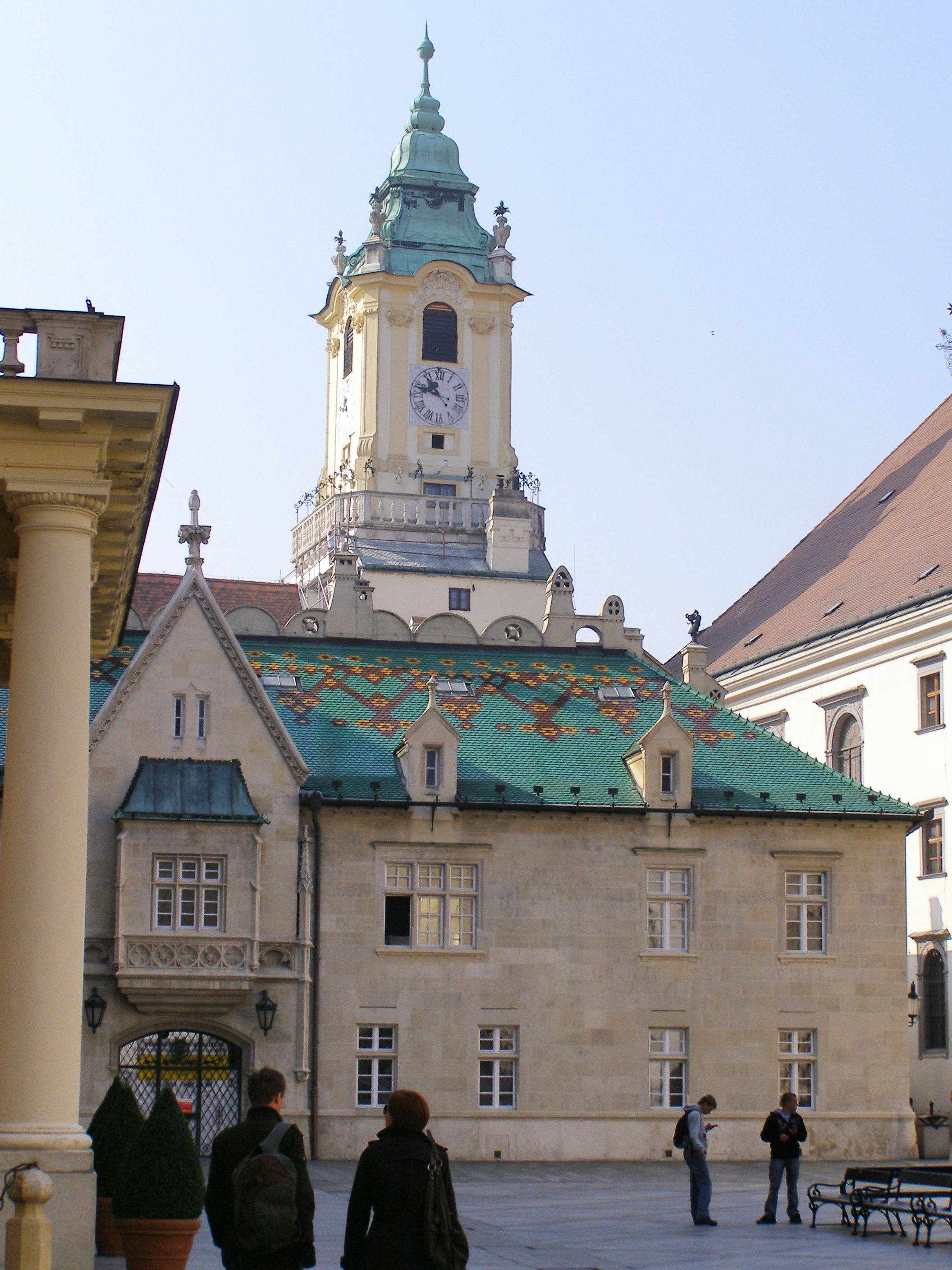
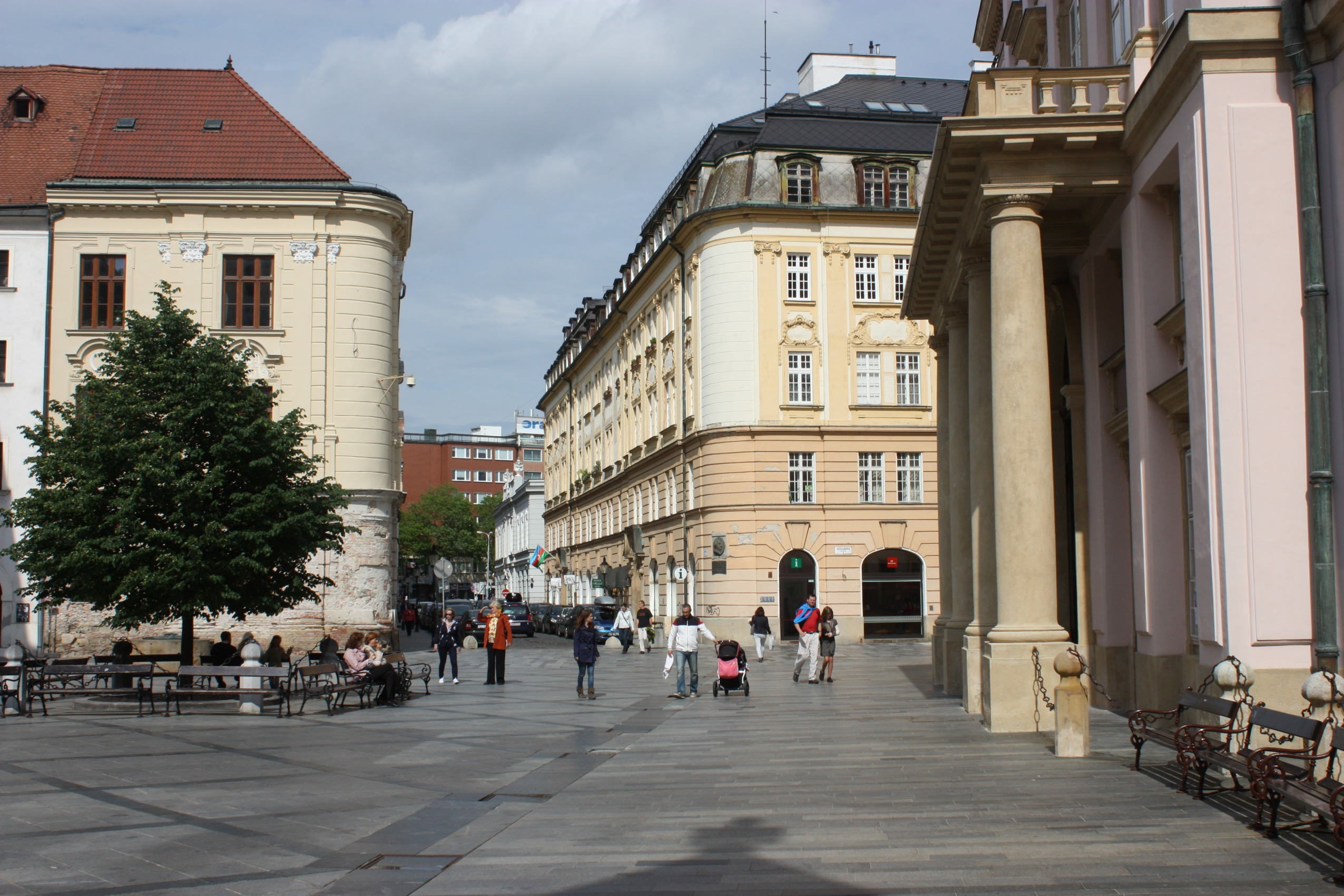
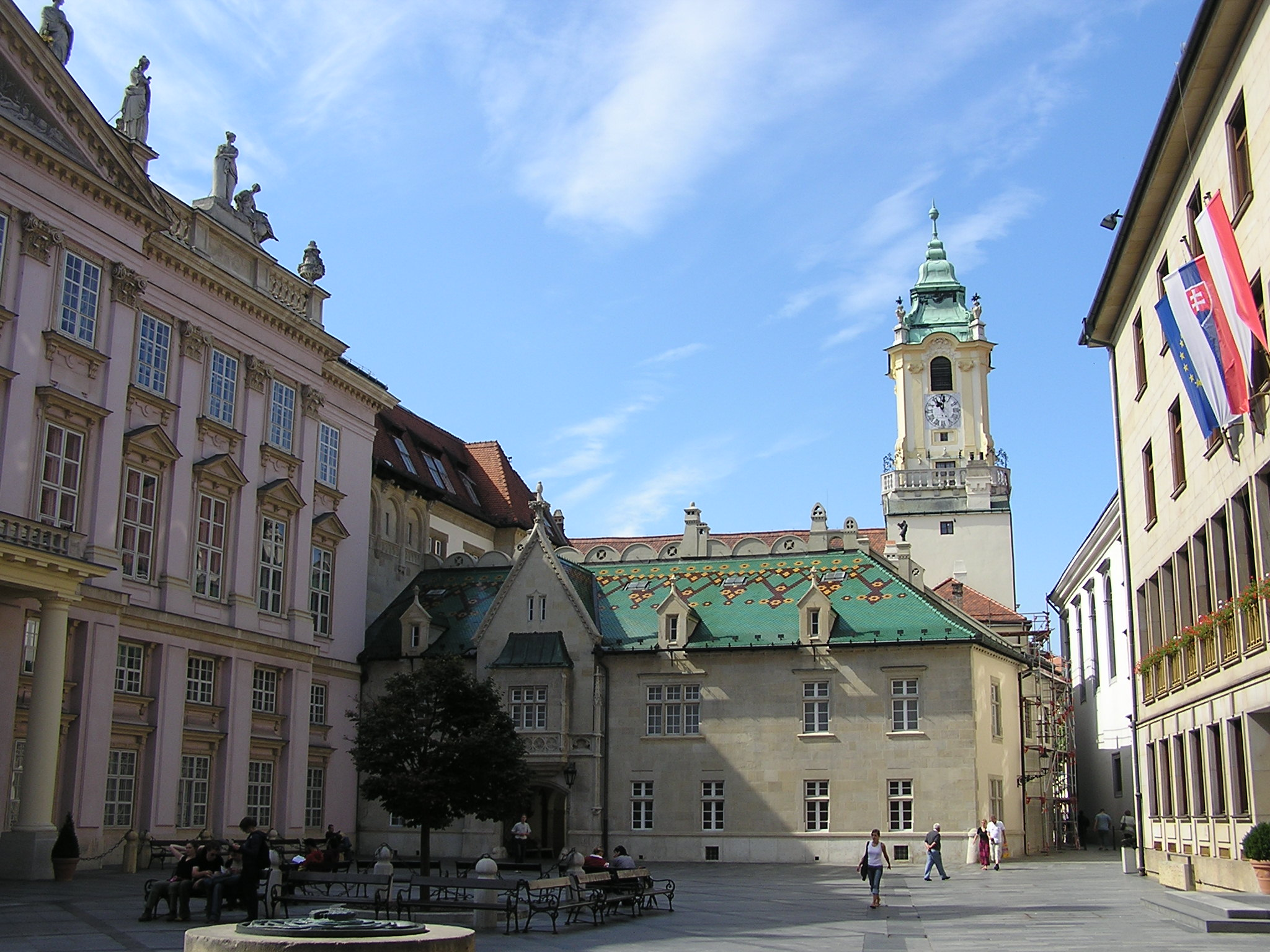